# Dioscorea delavayi
Dioscorea delavayi är en enhjärtbladig växtart som beskrevs av Adrien René Franchet. Dioscorea delavayi ingår i släktet Dioscorea och familjen Dioscoreaceae. Inga underarter finns listade i Catalogue of Life.